# Speirs Centre

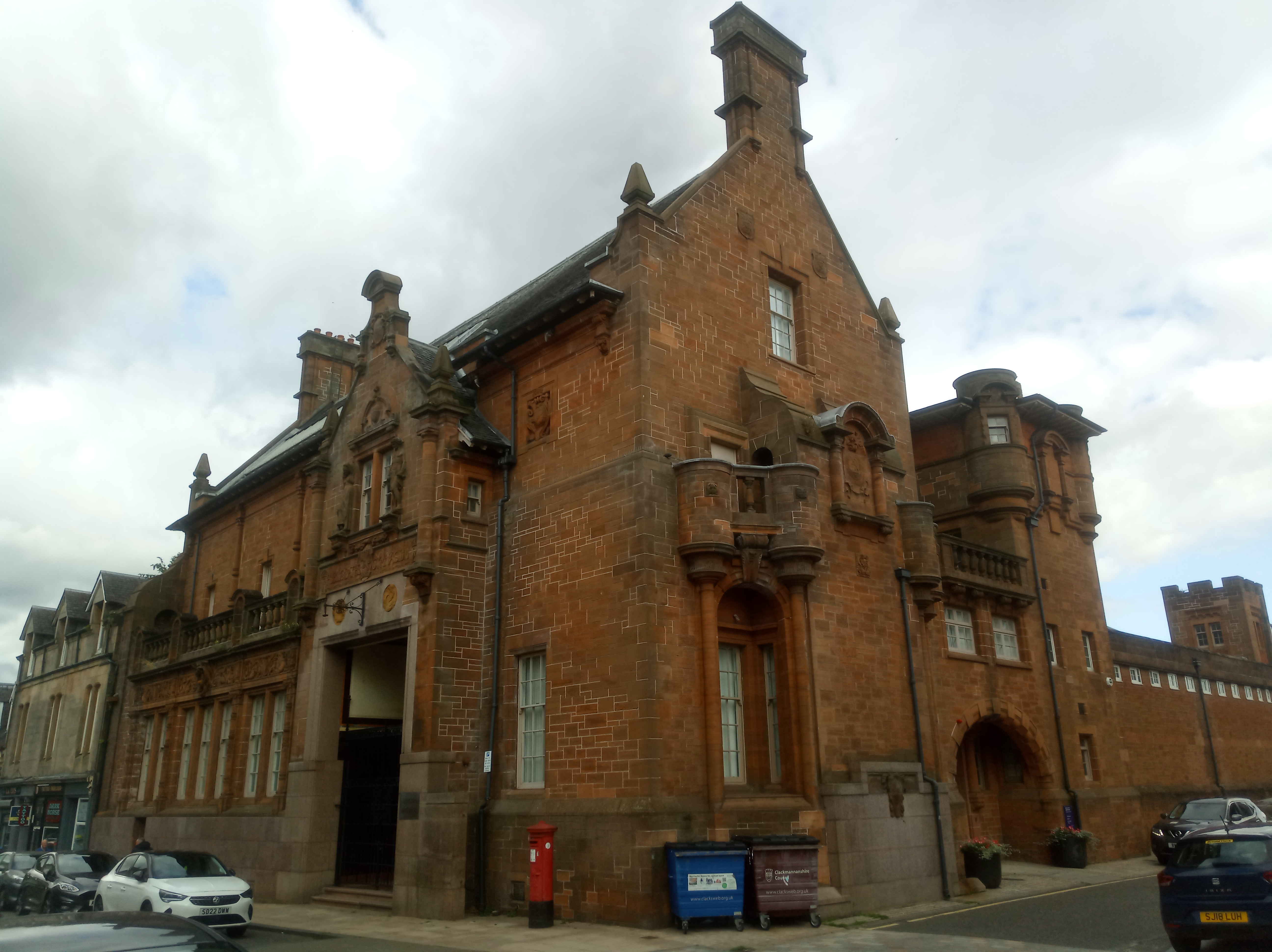
Speirs Centre in Alloa

Das Speirs Centre, ehemals Public Bath and Gymnasium, ist ein Badehaus in der schottischen Stadt Alloa in der Council Area Clackmannanshire. 1972 wurden das Bauwerk in die schottischen Denkmallisten zunächst in der Kategorie B aufgenommen und schließlich 2012 in die höchste Kategorie A hochgestuft.

## Geschichte
John James Paton, Eigentümer der Kilncraigs Mill, war gegen Ende des 19. Jahrhunderts einer der größten Arbeitgeber der Stadt. Im Laufe der Jahre stiftete die Familie zahlreiche Gebäude in Alloa, darunter eine Schule, eine Gemeindezentrum und eine Bücherei. 1894 kündigte er die Stiftung eines öffentlichen Badehauses mit Sportanlagen an. Hierzu stellte er die Summe von 40.000 £ sowie 3000 £ zur Deckung der laufenden Kosten bereit. Als Architekt wurde John James Burnet mit dem Entwurf einer entsprechenden Einrichtung betraut und das Gebäude schließlich zwischen 1895 und 1897 nach seinen Plänen gebaut. Das Badehaus entwickelte sich schon bald zu einer beliebten Einrichtung der zu diesem Zeitpunkt 13.000 Einwohner zählenden Stadt. In den ersten sieben Monaten nach Eröffnung wurden insgesamt 30.000 Besucher verzeichnet. Mitte der 1960er Jahre war eine Renovierung der Anlage vonnöten, welche 1965 bei den türkischen Dampfbädern begonnen wurde. Im Folgejahr brach bei den Arbeiten ein Brand aus und beschädigte diesen Gebäudeteil teilweise schwer. 1986 wurde das Wasserbecken geschlossen und der Raum 1998 als Sportraum wiedereröffnet. Das Gebäude wurde nach Tommy Speirs, den schottischen Landesmeister im Leichtgewichtboxen zwischen 1932 und 1934, in Speirs Centre umbenannt.

## Beschreibung
Das Gebäude befindet sich im Stadtzentrum Alloas an der Primerose Street. Es weist stilistische Merkmale der schottischen Renaissancearchitektur auf. Die Fassaden des meist zweistöckigen Speirs Centres bestehen im Wesentlichen aus rotem Sandstein und ebenerdig aus rosafarbenem Granit. Wie auch der Innenraum sind sie detailreich verziert und wurden aus hochwertigen Baustoffen geschaffen. Den an der Westseite gelegenen Haupteingang krönt ein granitener Architrav. Oberhalb des Portals weist die Inschrift PUBLIC BATHS / GYMNASIUM auf den Gebäudezweck hin. Dorische Blendpfeiler auf verzierten Kragsteinen flankieren das darüberliegende Zwillingsfenster. An der Südseite ist ein weiter Segmentbogen erwähnenswert, oberhalb dessen eine Balustrade einen Balkon einfasst. Des Weiteren sind dort Ecktürmchen und ein quadratischer Turm mit Zinnenbewehrung zu finden. Das Speirs Centre schließt mit schiefergedeckten Dächern ab. Der Innenraum entspricht weitgehend dem Originalzustand. Er ist im maurischen Stil gestaltet, mit Zierbändern aus kastanien- und cremefarbenen Fliesen sowie aufwändigen Holzarbeiten und gusseisernen Geländern.